# Acantharcturus brevipleon
Acantharcturus brevipleon is een pissebed uit de familie Antarcturidae. De wetenschappelijke naam van de soort is voor het eerst geldig gepubliceerd in 1997 door Kussakin & Vasina.